# Giuseppe Moriani
Giuseppe Moriani est un peintre italien baroque de la seconde moitié du XVIIe et du début du XVIIIe siècle appartenant à l'école florentine.

## Biographie
L'influence de Camillo Sagrestani fut si forte sur Giuseppe Moriani que son contemporain Niccolò Gaburri parle de lui en tant que quasi « schiavo del Sagrestani » (esclave de Sagrestani), qui le forçait à suivre sa manière.

## Œuvres
- Fresques de Le storie di Santa Verdiana, église Santa Verdiana, Castelfiorentino, avec Camillo Sagrestani, Ranieri del Pace, Niccolò Lapi, Antonio Puglieschi et Agostino Veracini
- La Guarigione del cieco nato, Museo di arte sacra, Greve in Chianti
- Deux retables des Miracoli di San Francesco di Paola, église San Francesco di Paola de Florence